# Hoogewerff-Fonds
Het Hoogewerff Fonds werd op 29 augustus 1917 gesticht door prof. dr. Sebastiaan Hoogewerff, oud-hoogleraar aan de toenmalige  Technische Hoogeschool te Delft.
Het stichtingskapitaal bedroeg f. 112.000,-, het bedrag dat Hoogewerff destijds, als dank voor zijn diensten de gemeenschap bewezen, van zijn vrienden uit de Nederlandse industrie bij het bereiken van de 70-jarige leeftijd ontving. Hij bestemde het geld als kapitaal voor de door hem op te richten stichting. Het doel van de stichting was (en is) het verrichten van wetenschappelijk onderzoek van chemisch-technische aard te steunen, ook verdienstelijke onderzoekingen op dat gebied te beloonen en daardoor mede te werken tot de bevordering der scheikundige nijverheid in Nederland en Koloniën.
Het fonds was een ontmoetingsplaats voor industrieel-gerichte academische chemici en van de industrieën waar Hoogewerff nauwe relaties mee onderhield. Aldus vormde het een weerspiegeling van een hecht netwerk tussen de opleidingsinstituten en de chemische industrie en het bleef die rol gedurende de rest van de 20ste eeuw vervullen.
Het fonds heeft vele invloedrijke bestuurders gehad afkomstig uit de groot-industriële sector: Wurfbain (BPM), technoloog  J.E.F. Kok (BPM); Van Linge (Kinine industrie); P. Hajonides van der Meulen (Kinine industrie); L.J. Revallier (Staatsmijnen/DSM), en vele andere uit de Koninklijke Maatschappij voor Zwavelzuurbereiding (Ketjen, later AkzoNobel, nu Albemarle) en Dirk van Krevelen (AKU/later Akzo Nobel). Het bestuur van het Hoogewerff-Fonds bleef zo lange tijd een van de belangrijkste chemisch-technologische ontmoetingsplaatsen in Nederland.